# Ichsan Kurniawan
Ichsan Kurniawan (sinh ngày 24 tháng 12 năm 1995) là một cầu thủ bóng đá người Indonesia hiện tại thi đấu cho Sriwijaya ở vị trí tiền vệ ở Liga 1.

## Sự nghiệp câu lạc bộ
Anh ra mắt tại Sriwijaya ngày 18 tháng 9 năm 2013 và đá chính, trận đấu kết thúc với thất bại 6–1 trước Barito Putera trên Sân vận động Demang Lehman.

## Thống kê sự nghiệp

### Câu lạc bộ
Tính đến 11 tháng 4 năm 2015.
| Câu lạc bộ          | Mùa giải            | Giải vô địch           | Giải vô địch | Giải vô địch | Piala Indonesia | Piala Indonesia | Châu Á  | Châu Á    | Khác    | Khác      | Tổng    | Tổng      |
| Câu lạc bộ          | Mùa giải            | Hạng đấu               | Số trận      | Bàn thắng    | Số trận         | Bàn thắng       | Số trận | Bàn thắng | Số trận | Bàn thắng | Số trận | Bàn thắng |
| ------------------- | ------------------- | ---------------------- | ------------ | ------------ | --------------- | --------------- | ------- | --------- | ------- | --------- | ------- | --------- |
| Sriwijaya           | 2013                | Indonesia Super League | 1            | 0            | —               | —               | —       | —         | —       | —         | 1       | 0         |
| Sriwijaya           | 2014                | Indonesia Super League | 0            | 0            | —               | —               | —       | —         | —       | —         | 0       | 0         |
| Sriwijaya           | 2015                | Indonesia Super League | 2            | 0            | —               | —               | —       | —         | —       | —         | 2       | 0         |
| Sriwijaya           | Tổng                | Tổng                   | 3            | 0            | —               | —               | —       | —         | —       | —         | 3       | 0         |
| Tổng cộng sự nghiệp | Tổng cộng sự nghiệp | Tổng cộng sự nghiệp    | 3            | 0            | —               | —               | —       | —         | —       | —         | 3       | 0         |